# Pleurodema cinerea
Pleurodema cinerea é uma espécie de anfíbio  da família Leptodactylidae.
Pode ser encontrada nos seguintes países: Argentina, Bolívia, Peru e possivelmente em Chile.
Os seus habitats naturais são: regiões subtropicais ou tropicais húmidas de alta altitude, campos de altitude subtropicais ou tropicais, marismas de água doce, marismas intermitentes de água doce, terras aráveis e pastagens.